# Panier de Mayun
Le mayun (ou « panier de Mayun », « panier mayunnais », « bourriche », « breton ») est une vannerie présente dans le marais de Brière, à La Chapelle-des-Marais et dans la région de Guérande.

## Présentation
C’est un panier arrondi utilisé par les paludiers. Il est en bois de châtaignier pour les montures et en bourdaine pour la partie tressée. L’écorce est grattée pour donner un aspect blanchi.
Ce panier peut être de taille différente, avec ou sans couvercle, selon les usages qu’on veut en faire. 
Le savoir-faire de cette vannerie est très précieux. C’est en effet un travail très soigné, qui emploie des techniques bien particulières (anse fabriquée en mordant les tiges avec les dents). Il est pour ces raisons inscrit à l’Inventaire du patrimoine culturel immatériel en France.

## Fabrication
La fabrication démarre par la préparation du bois et notamment l’écorçage des tiges, le fendage des montants en châtaignier. Le vannier commence ensuite son panier par l’anse (ou les anses). Les montants sont ensuite fixés et le tressage en bourdaine pour alors commencer. Il n’y a pas de moule ni de gabarit pour ce type de panier. Le vannier courbe les montants au fur et à mesure du tressage. Vient ensuite le temps des finitions. Les bouts sont coupés, les bordures sont réalisées pour clôturer le travail et les parois sont parfois renforcées avec des tiges de bourdaines. 
Si le panier est recouvert d’un couvercle, ce dernier ne se fait qu’après la fabrication du panier. 
D’un point de vue esthétique, il est possible d’incorporer dans le tressage des bourdaines non écorcées pour donner un motif. Les anses peuvent être habillées, comme en Brière.